# Островская (Волгоградская область)
Островская — станица в Даниловском районе Волгоградской области. Административный центр Островского сельского поселения.
Население — 1689 (2010)

## История
Образована в 1853 году. Названа по старой станице Островской (ныне хутор Новоалександровский). Станица относилась к Усть-Медведицкому округу Земли Войска Донского (с 1870 — Область Войска Донского). В 1859 году в станице Островской имелось 180 дворов, церковь, проживало 320 душ мужского и 337 женского пола. По состоянию на 1897 год в станичному юрту относилось 18 хуторов с общей численностью населения более 14000 человек. Согласно алфавитному списку населённых мест Области Войска Донского 1915 года в станице имелось станичное правление, сельскохозяйственное общество, кредитное товарищество, 2 церкви, 2 училища, паровая и 3 ветряных мельницы, земельный надел станицы составлял 19048 десятин, всего в станице проживало 997 мужчин и 1024 женщины.
С 1928 года станица — в составе Даниловского района Камышинского округа (упразднён в 1930 году) Нижне-Волжского края (с 1934 года — Сталинградского края, с 1936 года — Сталинградской области, с 1961 года — Волгоградской области).
В 1957 году с центральной усадьбой в станице Островской образован зерносовхоз «Краснянский». В 1959 году Островский сельсовет передан в состав Ждановского района. С 1963 года — в составе Котовского района. Вновь передана в состав Даниловского района в 1966 году

## География
Станица находится в лесостепи, в пределах Приволжской возвышенности, являющейся частью Восточно-Европейской равнины, при озёрах Тушканов и Чигонацкое. К западу от станицы — пойма реки Медведицы. Высота центра населённого пункта около 100 метров над уровнем моря. Станица занимает относительно ровный участок, слабо наклонённый по направлению к реке Медведице. Почвы — чернозёмы южные, в пойме Медведицы — пойменные слабокислые и нейтральные почвы.
Через станицу проходит автодорога, связывающая село Орехово с региональной автодорогой Даниловка — Котово. По автомобильным дорогам расстояние до районного центра посёлка Даниловка — 33 км, до областного центра города Волгоград — 260 км, до ближайшего города Котово — 44 км.
Климат
Климат умеренный континентальный (согласно классификации климатов Кёппена — Dfa). Многолетняя норма осадков — 419 мм. Наибольшее количество осадков выпадает в июне — 49 мм, наименьшее в марте — 22 мм. Среднегодовая температура положительная и составляет + 6,7 °С, средняя температура самого холодного месяца января −9,5 °С, самого жаркого месяца июля +22,3 °С.
Часовой пояс
Островская, как и вся Волгоградская область, находится в часовой зоне МСК (московское время). Смещение применяемого времени относительно UTC составляет +3:00.

## Население
Динамика численности населения по годам:
| 1859 | 1873 | 1897 | 1915 | 1987  | 2002 |
| ---- | ---- | ---- | ---- | ----- | ---- |
| 657  | 1337 | 2032 | 2021 | ≈1700 | 1657 |

| 2010 |
| ---- |
| 1689 |